# Kang Chol-hwan
Kang Chol-hwan (Pyongyang, 18 settembre 1968) è un attivista e dissidente nordcoreano.
Da bambino è stato imprigionato nel campo di concentramento di Yodok per 10 anni. Dopo la sua liberazione è fuggito dal paese attraversando il confine in Cina e, infine, si è stabilito in Corea del Sud. È l'autore, con Pierre Rigoulot, de Gli acquari di Pyongyang e ha lavorato come scrittore specializzato in affari della Corea del Nord per il The Chosun Ilbo. È il fondatore e presidente del Centro di strategia della Corea del Nord.

## Biografia

### Origini e prima infanzia
Secondo la sua autobiografia, Kang è nato a Pyongyang e ha trascorso la sua infanzia. La sua famiglia era relativamente lussuosa grazie alla posizione sociale di suo nonno e alla fortuna che, alla fine della seconda guerra mondiale, aveva portato nel paese dopo il ritorno della famiglia dal Giappone. Anche se non avevano mai rinunciato alla loro cittadinanza nordcoreana e la nonna di Kang era stata un membro di partito leale in entrambi i paesi, Kang ha dichiarato che la famiglia è rimasta sotto una nuvola di sospetto per aver vissuto in Giappone, che aveva occupato la Corea.

### A Yodok

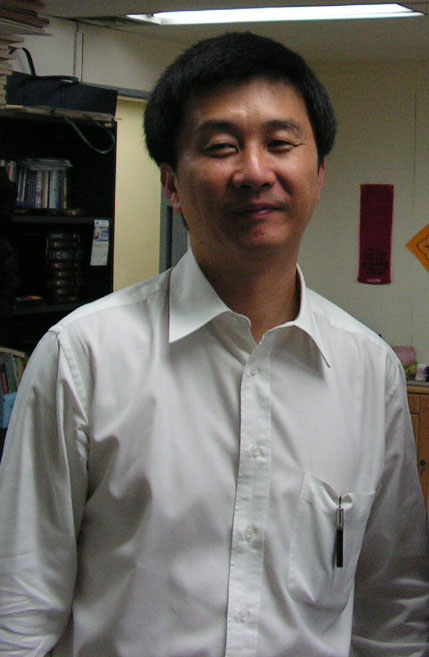
Kang nel 2008.

Nel 1977, suo nonno fu accusato di tradimento e fu inviato al campo di concentramento di Senghori. Secondo la KCNA, l'anziano Kang era un agente della polizia nazionale giapponese. In Corea del Nord vige la cosiddetta "associazione di colpa" secondo cui se un individuo è colpevole egli, i suoi figli e i suoi nipoti lo devono seguire nei campi di concentramento. Così Kang, di soli 9 anni, e la sua famiglia sono stati mandati al campo di concentramento di Yodok. Sua sorella, Mi-ho, aveva solo 7 anni.
L'autobiografia di Kang descrive una vita brutale nel campo. La morte per la fame o l'esposizione agli elementi era una minaccia costante, con una routine di percosse e altre punizioni. La sua educazione consisteva quasi esclusivamente nel memorizzare i discorsi e gli interventi di Kim Il-sung; a 15 anni, la sua educazione cessò e fu assegnato a particolari lavori estenuanti e pericolosi, ed ha assistito ad esecuzioni pubbliche. Ha detto dei campi: "Era una vita di duro lavoro, il 30% di nuovi detenuti sarebbero morti. Ed eravamo così malnutriti che avremmo mangiato ratti e lombrichi per sopravvivere". Dopo dieci anni di reclusione, il 16 febbraio 1987 (in occasione del compleanno di Kim Jong-il) lui e la sua famiglia sono stati liberati.

### Rilascio e fuga
Dopo il rilascio dal campo, Kang ha vissuto per alcuni anni in Corea del Nord. Ha posseduto un ricevitore radio illegale (Free Korea) e ha ascoltato trasmissioni dalla Corea del Sud, visto che il regime non permette di sapere ciò che accade all'estero. Nel 1992, lui e il suo compagno di Yodok Un Hyuk scapparono dalla Corea del Nord attraversando il fiume Yalu giungendo così in Cina di notte poiché di giorno i militari cinesi lo avrebbero rispedito nel paese, dove avrebbe rischiato la condanna a 7 anni di lavori forzati. Dalla Cina poi si spostò in Corea del Sud. Oggi vive a Seul.

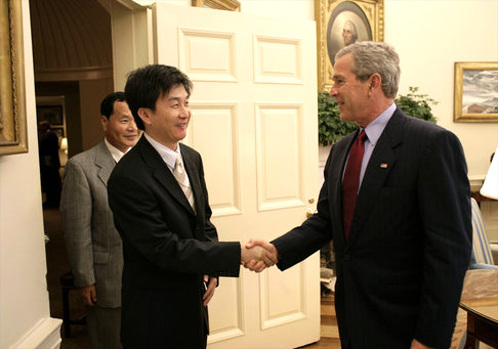
Kang nel giugno 2005 alla Casa Bianca con il presidente George W. Bush.

Dopo aver pubblicato Gli acquari di Pyongyang, Kang ha incontrato il presidente degli Stati Uniti George W. Bush alla Casa Bianca e il segretario britannico Jack Straw. Ha parlato con diverse organizzazioni sui diritti umani in Corea del Nord e ha visitato il Giappone per una conferenza sugli abusi.
Kang non è più in contatto con la sua famiglia da quando è fuggito. Nel 2011, è stato rivelato che sua sorella Mi-ho e suo figlio di 11 anni potrebbero essere rinchiusi al campo di concentramento di Yodok.